# ANGEL VOICE (漫画)
『ANGEL VOICE』（エンジェル・ボイス）は古谷野孝雄による日本のサッカー漫画。『週刊少年チャンピオン』（秋田書店）にて、2007年21号から2014年42号まで連載された。
通常、縦長のページを横長に使うことがあり、扉絵に限らず作中でも使われる。作中、相手チームにもエピソードが用意されていることが多い。

## あらすじ
千葉県、市立蘭山高校、通称「市蘭」。ここのサッカー部は「県内最強軍団」と呼ばれていた…。ただし、それはケンカでの話であり、荒廃したサッカー部を立て直すためにスカウトされた黒木は、「中学最強」（ただしケンカで）の4人を軸にチームを再生しようとする。そんなチームは冬の選手権県予選で、高校サッカー激戦区の千葉県にあって、ベスト4入りを逃すと廃部という条件を突きつけられてしまう…。

## 登場人物

### 蘭山高校
黒木 鉄雄（くろき てつお）
サッカー部の監督（顧問）。不良の巣窟となっているサッカー部の再生を図るために、監督としてスカウトされた。かつて九州の高校で、荒廃していたサッカー部を県大会上位まで導いた実績を持つ。
在籍している不良部員に対抗するため、腕自慢の新入部員を入れようと図る。6人欲しいと考え、まずは「中学最強」と言われた4人に目星をつける。
大学時代はセンターバックとして代表候補に名を連ね、Jリーグ入りも切望されたが、膝の怪我の為に指導者の道へと進んだ。しかし、プロへの道を絶たれて情熱を失っていた上に不良校だったために、初期は勝つためにえげつないサッカーを指導方針に立てていた。そう指導しながら、当時の生徒に面白くなかったけど自分たちを見捨てなかったため礼を言われたことで自分の指導方針を悔い改め、サッカーが好きになってもらうものへと変更した。
成田 信吾（なりた しんご） / シンゴ
- ポジションはFW、背番号は11。

1年生。中学時代は最強と呼ばれていた、4人の内の一人。正義感が強いが、喧嘩っ早い性格のため、入学直後に危うく退学になりかける。
サッカーの経験はあるが、実力は未経験者レベル。基本能力は高く、特に足の速さは一級品で、シザーズフェイントを使う。また、幸運の持ち主で、高度な技が（まぐれで）決まる事がある。カッコよくシュートを決めたいといつも思っているが、実際には跳躍力を活かしたヘディングによる得点がほとんどであり、キック（特にシュート）の精度はかなり低いが、芝生ごと削ってシュートを打てるほどのキック力がある。
対抗心が旺盛。そのため、ヒサシにライバル心を持ち、練習に打ち込んでいる（飽きっぽい性格のため、従来は基礎練習を怠っていた）。
2年生を呼び捨てにするなど、上下関係（体育会系の基本）に無関心だが、悪気は無い。
友達（男）は一人もいない。背番号・シューズ・フェイントなどカズを意識した部分がある。
所沢 均（ところざわ ひさし） / ヒサシ
- ポジションはGK、背番号は1。

1年生。中学時代は最強と呼ばれていた、4人の内の一人。
どちらかといえば温厚で思慮深い性格で、シンゴとは不戦条約を結んだが、早々に破棄された（ヒサシの敗北）。
サッカーの経験はないが、基本能力が高い上、自分で柔軟に考えるため、地味な基本練習を繰り返し、実力を向上している。
友達（男）は一人もいない。GKとしてその素質の高さから、ユースチームでの練習を薦められるが、自身の意思で市蘭でプレーすることを望んだ。
乾 清春（いぬい きよはる） / キヨハル
- ポジションはMF（トップ下）、背番号は10。プレースキックのほとんどを蹴る。

1年生。中学時代は最強と呼ばれていた、4人の内の一人。
中学時代にナショナルトレセンに選出されたが、騒動に巻き込まれてメンバーを庇ってチームを辞める事となり、その時に巻き込んだチームメイトの心無い発言に人間不信となり、サッカーまで辞めた経緯を持つ。
ブランクのために、試合を通してその高度なプレーを続けられないが、選手権予選の決勝トーナメントまでにコンディションを戻すことを誓う。基本的に無口でぶっきらぼうな性格だが、技量不足に悩む広能に自主トレを提案して付き合ったり、試合中成田に色々アドバイスしたりと面倒見が良い。
尾上 輝久（おがみ てるひさ） / テルヒサ
- ポジションはMF（右サイドハーフ）、背番号は9。

1年生。中学時代は最強と呼ばれていた、4人の内の一人。サッカーの経験はない。4人の中では唯一喧嘩でナンバーワンになる野望を持っていたが、成田に敗れてサッカー部に入部する。成田とは仲が悪く、いつも些細なことでモメている。
寡黙で時に荒々しい性格だが、母親思いの優しい一面もある。初心者だが基本に忠実で向上心は強く、無意識に芝でのキックに適応するセンスで精度の高いミドルシュートを得意とするが、得点しても感情を表には出さない（内心は嬉しいときもある）。
百瀬 宏一（ももせ こういち） / コーイチ
- ポジションはMF（右ボランチ）、背番号は7。試合ではキャプテンマークを巻く。

2年生。前年度に入部したが、サッカー部が機能していないため、外の組織でフットサル（後述の「怒剣」）を行っていた程のサッカー好き。
真面目な性格で、基本に忠実。一定のレベルを持っている。
不良ではないためケンカはてんで弱く、過去には不良グループに暴行されることもあった。しかし精神面の強さはチーム随一であり、並外れたキャプテンシーによっていかなる苦境の中でも市蘭チームを団結させる男。2年生組の中では、あの成田に唯一「さん」付けで呼ばれている。
広能 文太（ひろの ぶんた） / ブンタ
- ポジションはDF（右サイドバック）、背番号は4。

1年生。元々は「喧嘩最強」のサッカー部に憧れていたが、所沢に助けられたことでそのまま慕うように入部することとなる。
山守 信夫（やまもり のぶお） / ノブ
- ポジションはMF（左ボランチ）、背番号は5。

1年生。広能とつるんでおり、広能と同じ経緯を辿ってサッカー部に入部。アフロ頭が特徴的。
脇坂 秀和（わきさか ひでかず） / ワッキー
- ポジションはDF（右センターバック）、背番号は6。

2年生。元々は不良グループの一員だったが、サッカー部の充実感に魅かれるようにして練習に参加するようになる。人の目を気にしがちな性格で、サッカー部に注がれる周囲からの嫌悪の眼差しにも人一倍敏感である。悩み、葛藤しながらも着実に成長していくタイプ。
素人からのスタートだったが、帝陵戦からディフェンスラインコントロールを任されるようになる（そして、上手く機能する）。
二宮 修二（にのみや しゅうじ）
- ポジションはMF（左サイドハーフ）、背番号は8。

2年生。元々は不良グループの一員だったが、練習に参加するようになる。復帰に迷う脇坂の背中を押した。
水内 陽介（みずうち ようすけ） / ジミー
- ポジションはDF（左サイドバック）、背番号は3。

2年生。元々は不良グループの一員だったが、練習に参加するようになる。「脇坂と二宮がやるなら～」が口癖。謎の寝相の持ち主。
試合中の指揮の簡略化のため、関根によって命名されたアダ名は「ジミー」。理由は「地味」な奴だからであり、当初「地味なのか?」と気にしていたものの、結果的には気に入っている様子。
万代 義文（ばんだい よしふみ） / バン
- ポジションはDF（左センターバック）控えGK、背番号は2。

2年生。元々は不良グループの一員で広猶に憧れていたが、練習を続けるサッカー部員に何が面白いのか興味を抱き、練習に参加するようになる。遅れて11番目の選手となる。長身。
長身を活かし、プレースキックの際は攻撃参加し、パワープレーでも攻撃参加する。
丹羽 猛（にわ）
- ポジションは不明、背番号は12。

2年生。高畑の執拗な勧誘に折れ、再びサッカーに対して気持ちが切り替わり入部する。サッカー経験のある12番目の選手。
高畑 麻衣（たかはた まい）
1年生。サッカー部マネージャー。第1話で成田に告白した。高校入学を機に自分を変えようとあれこれ努力するも、入部したバスケ部でアキレス腱断裂の大怪我を負う。
その後、バスケ部を辞め、マネージャーに就任した。ケンカは見るのも苦手だったが、克服しようと努力する。しばしばその「天使の歌声」で部員たちの気を鎮める。
関根 菊一（せきね） / じっちゃん
黒木の出身大学のサッカー部のキーパーコーチ。黒木によるとキーパーコーチとしては草分け的な存在である人物。
ヒサシのゴールキーパーとしてのセンスを見抜き合宿後も市蘭へ出向き指導にあたる。

### その他の人物
村松 留華（むらまつ るか） / ルカ
成田の幼馴染で、高畑の友達。非常に言葉遣いが悪く、成田とは度々いがみ合うも、成田やサッカー部のことを気にかけている様子。
校長の湯島には度々「松村」と間違えられキレる。
湯島 伸郎（ゆしま）
市立蘭山高の校長。数少ないサッカー部存続派。
久住（くずみ）
サッカー部副顧問。数少ないサッカー部存続派。気弱。
間宮（まみや）
市立蘭山高の教諭。サッカー部廃部派の親玉的存在。なぜか県内の高校サッカー事情に詳しい。
現役時代は市蘭サッカー部でキャプテンを務めた過去があり、「その頃からサッカー部が荒廃し始めた」事を自ら黒木に語り、廃部を推進してきた理由に「荒廃し始めたのはキャプテンである自分の責任でもあった」事を挙げた（その事に対してけじめを付けるために廃部にこだわっていた）。船学との試合を観て、現在のサッカー部の選手（生徒）たちのすばらしさに気付き心変わりした。遠回しではあるものの、監督・黒木の手腕も誉めた。
間宮の息子
船学を応援するため、父とともに市蘭戦を観に来ていたが、市蘭イレブンの諦めずに全力で走り続ける姿勢を見て感動した。

尋猶 誠一（ひろなお せいいち）
3年生。不良グループ（荒れていたサッカー部）のボス。誰もボールに触れてはならないという掟を作り、ボールを守り続けてきたが、その真意は定かではない。
サッカー部の存続が決まり、新人戦に向けての練習が始まった頃、その真意は自身の口から黒木に語られた。その後、再生したサッカー部を守るべく、元サッカー部（不良グループ）と対峙し、約20人の相手を一人で倒し、退学した。自主退学の理由は「退屈」としか語らなかったが、今園（後述）に対しての謝罪であるかのように、後日「怒剣」へ加入した。
谷川 翔（たにがわ しょう）
3年生。バスケットボール部・元主将。
吉沢 啓太（よしざわ けいた）
3年生。野球部・元主将で、その人柄の良さから生徒たちからの人気を集める存在。
対・帝陵戦で、サッカー部廃部派の生徒たちが観戦する中、そのプレーを観て堂々と「（市蘭は）勝つべきだ」と言ってのけ、周囲を驚かせた。その発言の真意は、サッカー部の過酷な走り込み練習を目の当たりにしていたからであり、その評価には谷川も共感した。
今園（いまぞの）
元2年生。尋猶に憧れて市蘭へ入学したが、尋猶の百瀬に対する子供のような仕打ちを目の当たりにし、呆れて自主退学した。その後、建設会社へ就職し、尋猶が切り裂いた分のサッカーボールを初任給で買い、サッカー部へ送りつけた（現在、練習で使っているのがそのボール）。そして会社の社員と百瀬でフットサルチーム「怒剣」を結成する。
元々は不良だったが百瀬の姿を見て心変わりした人物。
植草（うえくさ）
2年生。尋猶を除いた不良グループの実質的なリーダーで、再生したサッカー部をまたも荒廃させようとするが、尋猶に潰されてしまう。

### 他校の選手

#### 千葉・八津野高校
天城（あまぎ）
- ポジションはMF、背番号は7。

作中で“天才”と称され、過去に乾とともにトレセンに選ばれたことがある。4人掛かりで囲むも突破されるなど、市蘭の守備陣は全く歯が立たなかった。
権藤（ごんどう）
- ポジションはDF（センターバック）、背番号は2。

八津野のキャプテンで熱血漢。
島村荘八（しまむら　そうはち）
八津野のベテラン監督。

#### 千葉・船和学院
古川 鷹山（ふるかわ ようざん） / ゴザル
- ポジションはMF、背番号は14→9

通称・船学の選手で、言葉遣いが忍者気味のため成田に「ゴザル」と呼ばれる選手。
見た目や優しい性格とは裏腹に、天才的な能力を持つ船学のキー・プレーヤーである。
ユゥエル・カールソン
- ポジションはFW、背番号は11。

名門・船学の留学生で体格やフィジカルは群を抜いており、FWとして高校生No.1 ではないかと言われるほどの存在。
長身選手でありながら足技も優れていて、市蘭は彼への高さ対策として成田にマークさせた（FWがFWをマーク）。

#### 東京・帝陵高校
坪井 卓（つぼい すぐる）
- ポジションはDF（センターバック）、背番号は20。

東京の名門校・帝陵の選手（サブ）、1年生。
サッカーの技術はチームで1番と言えるほど優れているものの、プレースタイルに問題があり、なかなか試合に出してもらえない。その熱い性格は、市蘭サッカー部の存続に対して一席ぶった。

## その他
- 市蘭のシステムは、4-5-1で、成田の1トップスタイルだが、乾も積極的に攻撃する1.5列目の選手であり、百瀬と共に攻守の要である。プレースキックのときは、長身の万代が攻撃参加したり、ボールが回ってこないときは成田が最終ラインまで（強引に）下がることもある。
チームカラーとして、夏の合宿で得た豊富な運動量があり、走るサッカーとなっている（初心者ばかりのチームで他に負けない方法として、黒木の判断で徹底的な走りこみを敢行した）。個人技においては、トレセン経験のある乾がドリブルやシュートの精度、運動量などでずば抜けていて、百瀬との経験者同士のアイコンタクトによるプレーなども見られる。また普段、選手（生徒）同士のコミュニケーションは皆無に近いが、それぞれの役割やチームの目標ははっきりしていることで、意思の疎通ができていて、百瀬・乾を軸に試合中の連携が成立する。
- 第1話で登場した時の背番号は現在とは異なる。
- 黒木の発言によると、「市蘭はケンカならバルセロナやレアルにも勝てる」。

## 単行本
- 古谷野孝雄『ANGEL VOICE』 秋田書店〈少年チャンピオン・コミックス〉、全40巻
  1. 2007年9月7日発売 ISBN 978-4-253-20734-8
  2. 2007年11月8日発売 ISBN 978-4-253-20735-5
  3. 2008年1月8日発売 ISBN 978-4-253-20736-2
  4. 2008年3月7日発売 ISBN 978-4-253-20737-9
  5. 2008年6月6日発売 ISBN 978-4-253-20738-6
  6. 2008年8月8日発売 ISBN 978-4-253-20739-3
  7. 2008年10月8日発売 ISBN 978-4-253-20740-9
  8. 2008年12月8日発売 ISBN 978-4-253-20776-8
  9. 2009年2月6日発売 ISBN 978-4-253-20777-5
  10. 2009年4月8日発売 ISBN 978-4-253-20778-2
  11. 2009年7月8日発売 ISBN 978-4-253-20779-9
  12. 2009年9月8日発売 ISBN 978-4-253-20780-5
  13. 2009年11月6日発売 ISBN 978-4-253-20806-2
  14. 2010年2月8日発売 ISBN 978-4-253-20807-9
  15. 2010年4月8日発売 ISBN 978-4-253-20808-6
  16. 2010年6月8日発売 ISBN 978-4-253-20809-3
  17. 2010年8月6日発売 ISBN 978-4-253-20810-9
  18. 2010年10月8日発売 ISBN 978-4-253-20820-8
  19. 2011年1月7日発売 ISBN 978-4-253-20838-3
  20. 2011年3月8日発売 ISBN 978-4-253-20839-0
  21. 2011年5月6日発売 ISBN 978-4-253-20840-6
  22. 2011年7月8日発売 ISBN 978-4-253-20858-1
  23. 2011年9月8日発売 ISBN 978-4-253-20859-8
  24. 2011年12月8日発売 ISBN 978-4-253-20860-4
  25. 2012年2月8日発売 ISBN 978-4-253-20864-2
  26. 2012年5月8日発売 ISBN 978-4-253-20869-7
  27. 2012年7月6日発売 ISBN 978-4-253-20870-3
  28. 2012年9月7日発売 ISBN 978-4-253-20875-8
  29. 2012年11月8日発売 ISBN 978-4-253-20881-9
  30. 2013年1月8日発売 ISBN 978-4-253-20894-9
  31. 2013年4月8日発売 ISBN 978-4-253-21938-9
  32. 2013年6月7日発売 ISBN 978-4-253-21939-6
  33. 2013年8月8日発売 ISBN 978-4-253-21940-2
  34. 2013年10月8日発売 ISBN 978-4-253-21941-9
  35. 2013年12月6日発売 ISBN 978-4-253-21942-6
  36. 2014年3月7日発売 ISBN 978-4-253-21943-3
  37. 2014年5月8日発売 ISBN 978-4-253-21944-0
  38. 2014年8月8日発売 ISBN 978-4-253-21945-7
  39. 2014年10月8日発売 ISBN 978-4-253-21946-4
  40. 2014年11月7日発売 ISBN 978-4-253-21947-1